# Mancomunidades de Pirineos Orientales
El departamento francés de Pirineos Orientales cuenta con 16 mancomunidades (intercommunalités), de las cuales 1 es una communauté d'agglomération (comunidad de aglomeración) y 15 son communautés de communes (comunidades de comunas).

## Communauté d'agglomération

Mapa de la Communauté d'agglomération Perpignan Méditerranée

La siguiente communauté d'agglomération agrupa 24 comunas de las 226 que componen el departamento:
1. Communauté d'agglomération Perpignan Méditerranée

## Communautés de communes
Las siguientes communautés de communes agrupan 140 comunas de las 226 que componen el departamento:
1. Communauté de communes des Albères
2. Communauté de communes des Aspres
3. Communauté de communes du Rivesaltais - Agly - Manadeil
4. Communauté de communes du Vallespir
5. Communauté de communes Sud Roussillon
6. Communauté de communes Roussillon Conflent
7. Communauté de communes de la Côte Vermeille
8. Communauté de communes du Haut Vallespir
9. Communauté de communes du secteur d'Illibéris
10. Communauté de communes Salanque - Méditerranée
11. Communauté de communes des Agly Fenouillèdes
12. Communauté de communes de Pyrénées Cerdagne
13. Communauté de communes Capcir Haut-Conflent
14. Communauté de communes Vinça Canigou
15. Communauté de communes Canigou - Val Cady

## Comunas que no forman parte de ninguna mancomunidad
Son 62 en total:
| - L'Albère - Les Angles - Angoustrine-Villeneuve-des-Escaldes - Arboussols - Ayguatébia-Talau - Bélesta - Bolquère - Bourg-Madame - Cabestany - Campôme - Campoussy - Canaveilles - Catllar - Clara - Les Cluses - Codalet - Conat - Dorres - Égat - Elne - Escaro | - Eus - Felluns - Fillols - Fontpédrouse - Font-Romeu-Odeillo-Via - Fuilla - Glorianes - Jujols - Llo - Mantet - Los Masos - Molitg-les-Bains - Mosset - Nohèdes - Nyer - Olette - Oreilla - Le Perthus - Pézilla-de-Conflent - Porta - Prades | - Prats-de-Sournia - Py - Rabouillet - Ria-Sirach - Sahorre - Sainte-Léocadie - Serdinya - Souanyas - Sournia - Taillet - Tarerach - Taurinya - Thuès-Entre-Valls - Trévillach - Trilla - Urbanya - Villafranca de Conflent - Vingrau - Vivès - Le Vivier |